# Mézel
 Mézel  (en occitano Mesèu) es una población y comuna francesa, situada en la región de Provenza-Alpes-Costa Azul, departamento de Alpes de Alta Provenza, en el distrito de Digne-les-Bains. Es el chef-lieu y mayor población del cantón de Mézel.

## Demografía
| 353 | 346 | 326 | 335 | 423 | 536 |
| Para los censos de 1962 a 1999 la población legal corresponde a la población sin duplicidades (Fuente: INSEE [Consultar]) |     |     |     |     |     |